# 神宮奉納大相撲
神宮奉納大相撲（じんぐうほうのうおおずもう）は、三重県伊勢市で行われる大相撲の大会である。

## 概要
- 「国技・大相撲」を、天照大御神を祀る神宮（伊勢神宮）に奉納する目的で毎年3月頃（大阪場所の後）に行われる行事である。主に、稽古相撲、初切や相撲甚句、櫓太鼓の披露、幕内力士によるトーナメント戦が行われる。

## 歴代優勝力士
| 年     | 回数   | 優勝                         | 年     | 回数   | 優勝                  | 年     | 回数   | 優勝                     | 年     | 回数   | 優勝                         |
| ------ | ------ | ---------------------------- | ------ | ------ | --------------------- | ------ | ------ | ------------------------ | ------ | ------ | ---------------------------- |
| 1956年 | 第1回  | 鏡里喜代治                   | 1976年 | 第21回 | 北の湖敏満            | 1996年 | 第41回 | 貴乃花光司               | 2016年 | 第61回 | 稀勢の里寛                   |
| 1957年 | 第2回  | 吉葉山潤之輔                 | 1977年 | 第22回 | 麒麟児和春            | 1997年 | 第42回 | 琴龍宏央                 | 2017年 | 第62回 | 貴ノ岩義司                   |
| 1958年 | 第3回  | 栃錦清隆                     | 1978年 | 第23回 | 北の湖敏満            | 1998年 | 第43回 | 曙太郎                   | 2018年 | 第63回 | 白鵬翔                       |
| 1959年 | 第4回  | 朝潮太郎 (3代)               | 1979年 | 第24回 | （暴風雨のため中止）  | 1999年 | 第44回 | 魁皇博之                 | 2019年 | 第64回 | 北勝富士大輝                 |
| 1960年 | 第5回  | 朝潮太郎 (3代)               | 1980年 | 第25回 | 北の湖敏満            | 2000年 | 第45回 | 千代大海龍二             | 2020年 | 第65回 | （新型コロナ問題のため中止） |
| 1961年 | 第6回  | 大鵬幸喜                     | 1981年 | 第26回 | 北の湖敏満            | 2001年 | 第46回 | 貴乃花光司               | 2021年 | 第66回 | （新型コロナ問題のため中止） |
| 1962年 | 第7回  | 朝潮太郎 (3代)               | 1982年 | 第27回 | 琴風豪規              | 2002年 | 第47回 | 武蔵丸光洋               | 2022年 | 第67回 | （新型コロナ問題のため中止） |
| 1963年 | 第8回  | 羽黒山宏                     | 1983年 | 第28回 | 千代の富士貢          | 2003年 | 第48回 | 朝青龍明徳               | 2023年 | 第66回 | 豊昇龍智勝                   |
| 1964年 | 第9回  | 大鵬幸喜                     | 1984年 | 第29回 | 隆の里俊英            | 2004年 | 第49回 | 朝青龍明徳               |        |        |                              |
| 1965年 | 第10回 | 大鵬幸喜                     | 1985年 | 第30回 | 大乃国康              | 2005年 | 第50回 | 白鵬翔                   |        |        |                              |
| 1966年 | 第11回 | 豊山勝男                     | 1986年 | 第31回 | 大乃国康              | 2006年 | 第51回 | 白鵬翔                   |        |        |                              |
| 1967年 | 第12回 | 柏戸剛                       | 1987年 | 第32回 | 千代の富士貢          | 2007年 | 第52回 | 白鵬翔                   |        |        |                              |
| 1968年 | 第13回 | 大鵬幸喜                     | 1988年 | 第33回 | 小錦八十吉 (1963年生) | 2008年 | 第53回 | 魁皇博之                 |        |        |                              |
| 1969年 | 第14回 | 玉乃島正夫（後の玉の海正洋） | 1989年 | 第34回 | 北勝海信芳            | 2009年 | 第54回 | 雅山哲士                 |        |        |                              |
| 1970年 | 第15回 | 大麒麟将能                   | 1990年 | 第35回 | 霧島一博              | 2010年 | 第55回 | 把瑠都凱斗               |        |        |                              |
| 1971年 | 第16回 | 玉の海正洋                   | 1991年 | 第36回 | 大乃国康              | 2011年 | 第56回 | （八百長問題のため中止） |        |        |                              |
| 1972年 | 第17回 | 玉の海正洋                   | 1992年 | 第37回 | 武蔵丸光洋            | 2012年 | 第57回 | 琴欧洲勝紀               |        |        |                              |
| 1973年 | 第18回 | 三重ノ海剛司                 | 1993年 | 第38回 | 貴闘力忠茂            | 2013年 | 第58回 | 白鵬翔                   |        |        |                              |
| 1974年 | 第19回 | 琴櫻傑将                     | 1994年 | 第39回 | 曙太郎                | 2014年 | 第59回 | 稀勢の里寛               |        |        |                              |
| 1975年 | 第20回 | 北の湖敏満                   | 1995年 | 第40回 | 貴乃花光司            | 2015年 | 第60回 | 妙義龍泰成               |        |        |                              |

- 太字の力士は、2023年3月場所現在、現役力士である。
- 優勝回数は北の湖・白鵬の2人がそれぞれ5回を記録し、トップで並んでいる。
- 連続優勝は北の湖・白鵬の2人がそれぞれ3連覇を記録し、トップで並んでいる。